# CryEngine 3
CryEngine 3 — игровой движок, разработанный немецкой компанией с ограниченной ответственностью Crytek и являющийся преемником движка CryEngine 2. CryEngine 3 изначально является кроссплатформенным движком — он изначально ориентирован на IBM PC-совместимые компьютеры и игровые консоли Microsoft Xbox 360 и Sony PlayStation 3, а также на их последующие версии. Кроме того, движок ориентирован на разработку массовых многопользовательских онлайновых игр (англ. Massively Multiplayer Online Game — MMOG). Движок CryEngine 3 является полностью коммерческим, но есть и Free SDK версия.
CryEngine 3 официально анонсирован 11 марта 2009 года, 14 октября 2009 года состоялся официальный релиз (выпуск) движка. Первая игра, для которой было анонсировано использование CryEngine 3 — шутер от первого лица Crysis 2 компании Crytek.
В центре логотипа движка расположен назар — традиционный турецкий амулет от сглаза (компания Crytek основана тремя турецкими братьями).

## История
История разработки и возникновения движка «CryEngine 3» очень тесно связана с историей разработки его предшественника, CryEngine 2.

### Предыстория и связь с CryEngine 2
23 января 2006 года Crytek официально анонсировала свою вторую коммерческую компьютерную игру Crysis и новый игровой движок, на котором она разработана — CryEngine 2. Сразу же после анонса движка Crytek неоднократно делала заявления о том, что движок CryEngine 2, как и игра Crysis, будет сугубо ПК-эксклюзивами, так как игровые приставки Xbox 360 и PlayStation 3 не имеют достаточно системных мощностей, чтобы на них был запущен движок.
29 января 2008 года Crytek объявила о своём намерении демонстрировать движок CryEngine 2 на международной выставке Game Developers Conference (GDC) 2008, которая проходила в Сан-Франциско с 18 по 22 февраля 2008 года. Crytek официально сообщила, что движок будет продемонстрирован на игровых приставках Xbox 360 и PlayStation 3. Также была обещана оптимизация движка, в результате которой он должен был стабильно работать на компьютере стоимостью 600$. 15 февраля 2008 года Crytek опубликовала график публичных представлений движка.
Демонстрация движка на GDC 2008 проходила с 20 по 22 февраля включительно. Однако демонстрация движка на консолях Xbox 360 и PlayStation 3 проходила лишь для узкого круга журналистов и лицензиатов, доступ общественности к этой демонстрации был закрыт.
29 апреля 2008 года популярный игровой журнал PC Play взял интервью у Джевата Ерли (тур. Cevat Yerli), основателя и генерального директора Crytek. В этом интервью Ерли заявил, что Crytek больше не будет выпускать исключительно ПК-эксклюзивы. Это связано, по его словам, с компьютерным пиратством для игры Crysis. По словам Ерли, все следующие игры Crytek будут кроссплатформенными.
Публично выступая в середине сентября 2008 года на игровой конференции Games Convention Asia 2008, Джеват Ерли затронул тему игровых приставок следующего поколения и следующую версию игрового движка CryEngine 3. Йерли заявил, что CryEngine 3 будет выпущен для следующего поколения консолей одновременно с этими новыми игровыми системами.
В интервью австралийскому сайту GameSpot в конце сентября 2008 года Джеват Ерли во второй раз за месяц затронул тему игровых приставок следующего поколения, заявив, что одновременно с их появлением на рынке — в 2011—2012 годах — произойдёт очередной прорыв в качестве игровой графики:
Следующий прорыв в графике произойдёт в 2011/2012 годах; конечно же, он будет связан с выходом на рынок нового поколения консолей, — PlayStation 4, Xbox One и соответствующий им по мощности РС позволят разработчикам создавать игры, качество графики в которых не будет сильно уступать современной предпросчитанной кинематографической CGI—графике.
3 марта 2009 года в United States Patent and Trademark Office (USPTO) Crytek зарегистрировала новую торговую марку «Warface» и новый логотип «C E». При этом логотип «C E» обозначает «инструмент для разработки компьютерного программного обеспечения» (англ. computer software development tools). Никаких разъяснений для общественности со стороны Crytek дано не было.

### Официальный пресс-релиз
11 марта 2009 года компания Crytek выпустила официальный пресс-релиз, в котором объявила о разработке движка CryEngine 3 и о его нацеленности на игровые приставки текущего и следующего поколения, а также на многопользовательские онлайн-игры. Также был показан логотип движка, — им оказался несколько модифицированный недавно зарегистрированный логотип «C E», который очевидно изображает название движка CryEngine. Было заявлено о том, что в комплекте «CryEngine 3» будет поставляться новая итерация игрового редактора уровней «CryENGINE® 3 Sandbox™» (Sandbox 3), который будет наследником Sandbox 2. В этот же день, 11 марта, был открыт официальный сайт движка «CryEngine 3», однако на самом сайте, кроме логотипа и сообщения о разработке сайта, не было никакой информации.
Кроме информации о самом движке, в пресс-релизе Crytek объявила о том, что движок будет демонстрироваться на международном мероприятии Game Developers Conference 2009, которое проходило с 25 по 27 марта 2009 года в городе Сан-Франциско, США. Команда поддержки движка CryEngine 3 была доступна для встреч во время мероприятия для обсуждения подробностей лицензирования с предполагаемыми клиентами. Кроме того, Crytek показала серию публичных демонстраций в своей кабинке № 5940 в северном зале.
Джеват Ерли, генеральный директор и основатель Crytek, заявил:
С CryEngine 3 мы поставляем свою лучшую технологию по разработке игр, которая даёт возможность нашим клиентам разрабатывать экшены и ММО для текущих и будущих приставок. Наш новый игровой движок допускает разработку в реальном времени, гарантирует разработчикам возможность максимизировать свой творческий потенциал и креативность, сохраняет бюджет и создаёт лучший игровой опыт. Также с нашим средством разработчики могут начинать работать над играми нового поколения прямо сейчас.
Карл Джонс (англ. Carl Jones), директор коммерческого развития технологии CryENGINE, добавил:
CryEngine 3 является революционным изменением по сравнению с нашими предыдущими ПК-эксклюзивными игровыми движками, — и мы применяем подобную революцию и к услугам, которые мы предоставляем разработчикам, использующим наш движок для создания экстраординарных игр. CryEngine 3 устанавливает новую планку качества в игровых движках в производительности, поддержке лицензиатов и для простых игроков. Мы долгое время готовили CryEngine 3 для консолей, и мы уверены, что Crytek снова поразит всех разработчиков на GDC 2009.

### Показ движка на GDC 09, его результаты и реакция прессы
23 марта 2009 года на выставке Game Developers Conference 2009 компания Crytek показала общественности первый видеоролик, тизер-трейлер с демонстрацией движка. Данный ролик является исключительно технической, а не игровой демонстрацией и, как утверждает Crytek, данный ролик рендерился в реальном времени на игровых консолях PlayStation 3 и Xbox 360.
Через два дня после первой демонстрации движка на GDC 09 Crytek выложила в свободный доступ расширенную версию тизер-трейлера длиной в 2 мин. 54 сек. и в HD-качестве.
Ещё одной новостью на GDC стало заявление Шона Трейси (англ. Sean Tracy), инженера по поддержке лицензиатов движка, о том, что в движки CryEngine 2 и CryEngine 3 будет добавлена поддержка стереоскопического рендеринга.

Во время показа и демонстрации технологий Crytek на GDC 09 сайты GameTrailers, IGN и GamesIndustry.biz (дочерний ресурс сайта Eurogamer) взяли интервью у Джевата Ерли, основателя и генерального директора Crytek. В этих интервью Ерли рассказывал о движке, о планах компании касательно будущих лицензиатов и политике лицензирования, об отличии CryEngine 2 и CryEngine 3. Также было заявлено о том, что окончательно движок будет готов в третьем квартале 2009 года.
Для того, чтобы сделать движок качественным на двух консолях, нам пришлось переписать бо́льшую его часть. … Без CryEngine 2 не было бы CryEngine 3, мы бы просто не смогли бы перенести то качество и исполнение на консоли. Сначала мы создали очень высококачественный движок для высокопроизводительных ПК в Crysis. Потом мы оптимизировали его под более слабые машины в Warhead. Последние два года исследования всё продолжались, причём параллельно разработке Crysis. … Именно поэтому CryEngine 3 не является небольшим усовершенствованием CryEngine 2, он не является версией 2.2 или 2.5, он представляет собой полное переписывание движка под консоли. Это значит очень многое для нас, поэтому он и является третьей версией.

Ерли проанализировал высказывания хардкорных фанатов ПК-платформы:
ПК-фанаты часто заявляют мне, что я продал свою душу консолям. Так вот — это полная чушь, потому что ПК-версия CryEngine 3 является всё ещё масштабируемой и имеет больше особенностей благодаря консолям. Скажем так, например, вы хотите сделать ПК-эксклюзивную игру на CryEngine 3, — так вот, он позволит вам сделать больше, чем CryEngine 2. Такие существенные особенности, как новая система освещения в реальном времени и глобальная система анимации реального времени отсутствуют в CryEngine 2. Они дают движку CryEngine 3 больший визуальный реализм, чем имеется в CryEngine 2.
30 марта 2009 года сотрудники сайта GamesIndustry.biz сделали технический разбор движка на основе видео из GDC 09. Журналисты сайта заявили, что предоставленное видео является полностью аутентичным, а не пререндеренным или упрощённым: «В эпоху, когда манипуляция, фальшь и обман в отношении медиапрезентаций стали нормой, Crytek представила нам абсолютно аутентичное, подлинное видео без всяких махинаций». Также журналисты точно определили частоту кадров в секунду (FPS) при рендеринге, которая равнялась 25,5 ± 0,1 кадр.

### Дальнейшая разработка (апрель — май 2009)
С 29 по 30 апреля 2009 года в городе Рэйли (англ. Raleigh), Северная Каролина, США проходила конференция Triangle Game Conference 2009, на которой Мартин Миттринг (англ. Martin Mittring), ведущий программист по графике в Crytek, сделал доклад «„A bit more Deferred“ — CryEngine 3», в котором детально описал графическую подсистему CryEngine 3, её основные особенности и нововведения по сравнению с CryEngine 2, а также основную особенность нового движка — внедрение технологии отложенного освещения и затенения (англ. deferred shading/rendering).
5 мая 2009 года Джеват Ерли дал интервью англоязычному сайту и журналу Develop, в котором снова рассказывал о CryEngine 3, о приобретении британского разработчика Free Radical, о своём видении будущего индустрии компьютерных игр. Он заявил, что Crytek разрабатывает CryEngine 3 в первую очередь для лицензирования сторонними разработчиками.
Приоритет на разработку игр для консолей был основной причиной, по которой люди отказывались от лицензирования CryEngine 2. С новым движком наш бизнес должен пойти вверх.
Ерли также подтвердил, что как только выйдет следующее поколение игровых консолей, CryEngine 3 сразу будет оптимизироваться под них. Ещё одной новостью стало заявление о возможности показа или анонса новых продуктов Crytek на выставке E3 2009.

### Предположения об использовании CryEngine 3 в S.T.A.L.K.E.R. 2
15 апреля 2009 года в Рунете появилась новость о том, что компьютерная игра «S.T.A.L.K.E.R. 2», запланированная к разработке украинской компанией GSC Game World, будет использовать CryEngine 3 вместо движка «X-Ray» собственной разработки GSC Game World, на котором разрабатывались все предыдущие игры серии «S.T.A.L.K.E.R.». Однако данное утверждение никак не было подтверждено.
14 июня 2009 года немецкий сайт PC Games.de взял интервью у Олега Яворского, в котором Яворский опроверг слухи касательно использования движка CryEngine 3 в «S.T.A.L.K.E.R. 2»:
Не является секретом, что мы хотим продолжать разработку франчайза S.T.A.L.K.E.R. Планируется полностью самостоятельный сиквел, однако сейчас ещё слишком рано говорить о деталях. Однако использование CryEngine 3 для S.T.A.L.K.E.R. 2 было чистым слухом.

### Анонс Crysis 2 и E3 2009
1 июня 2009 года, за день до открытия выставки E3 2009, была официально анонсирована игра «Crysis 2». Разработчики заявили, что игра использует движок CryEngine 3 и выйдет для PC, Xbox 360 и PlayStation 3.
На самой E3 Джеват Ерли дал небольшие интервью сайтам IGN, Gamasutra и Develop. В этих интервью он говорил преимущественно о Crysis 2, однако также поделился несколькими новыми сведениями и о движке CryEngine 3. В частности, он заявил, что Crytek намерена сделать Crysis 2 самой красивой игрой для этих консолей и что разработчики планируют использовать все возможности обеих консолей до предела. Вместе с тем Ерли подчеркнул, что на момент релиза игра будет иметь одинаковое качество и производительность на Xbox 360 и PlayStation 3.

### CryEngine 3 на SIGGRAPH 2009
На международной конференции SIGGRAPH 2009, которая проходила с 3 по 7 августа включительно в Новом Орлеане, США, Crytek представила доклад «Light Propagation Volumes in CryEngine 3». Этот доклад читался в рамках курса «Advanced Real-time Rendering Course» и описывал новую программную методику «Light Propagation Volumes» (рус. Объемы распространения света), которая является одним из способов реализации Global Illumination и предназначена для существенного увеличения качества освещения и количества источников света на трёхмерной сцене. Данная методика активно используется в CryEngine 3, во время доклада были показаны демонстрационные видеоролики на движке. Доклад читал Антон Капланян.

### Официальный релиз CryEngine 3
14 октября 2009 года Crytek официально объявила о релизе движка CryEngine 3 и о его полной готовности для лицензирования сторонними компаниями. Был открыт полностью посвящённый движку новый сайт — MyCryEngine.com, на котором находится множество медиаматериалов и текстовой информации по движку — скриншоты, описание технологий, политики лицензирования и т. д. Был выпущен новый демонстрационный ролик по движку под названием «Beauty, Speed and Interaction» (рус. Красота, скорость и интерактивность). Со старого пустого сайта CryEngine3.com сделано перенаправление на новый MyCryEngine.com.
Джеват Ерли заявил:
Вместе с CryEngine 3 мы выпускаем наилучшее на сегодня и завтра средство для разработки. <…> Он является единственным игровым движком, который предоставляет возможность разработки в реальном времени и может гарантировать, что команды [разработчиков] будут иметь возможность максимизировать свою креативность, сохранить бюджет и создать лучшие игровые ощущения.
Мы рады запустить CryEngine 3 и мы с нетерпением ждём разработчиков, которые станут использовать нашу полностью новую технологию. CryEngine 3 не только предоставляет нашу фирменную высококачественную графику, игровой ИИ и физику впервые для консолей — мы также предоставляем реальные выгоды для всех дисциплин игровой разработки. Программисты смогут создавать ошеломляющие новые эффекты и геймплей; команды художественного оформления, дизайна и звукового оформления смогут увидеть то, что они создали, с помощью самого быстрого из всех когда-либо созданных WYSIWYP-конвейеров, существенным образом уменьшая время разработки и риски — даже продюсеры и менеджеры проектов полюбят CryEngine! И, конечно, наша международная команда поддержки, состоящая из более 20 выделенных сотрудников, уже прямо сейчас готова помогать нашим лицензиатам выжать всё из CryEngine 3; как в нашей центральной студии, так и в любом из наших центров поддержки лицензиатов, расположенных по всему миру
— добавил Карл Джонс, директор по коммерческому развитию движка.

### CryEngine 3 на I3D 2010
С 19 по 21 февраля в американском городе Бетесда, штат Мэриленд, проходила конференция «Interactive 3D Graphics and Games» (I3D) 2010, спонсируемая ACM SIGGRAPH. На этой конференции присутствовала Crytek, которая выступила с докладом на тему «Cascaded Light Propagation Volumes for Real Time Indirect Illumination» (рус. Объемы распространения света для непрямого освещения в реальном времени). Доклад читали Антон Капланян и Карстен Дашбахер (англ. Carsten Dachsbacher). Доклад был посвящён новой графической методике «Light Propagation Volumes» (рус. Объемы распространения света), которая используется в CryEngine 3 впервые. Вместе с докладом был опубликован демонстрационный видеоролик.

### CryEngine 3 на India Game Developer Summit 2010
27 февраля 2010 года в индийском городе Бангалоре проводился саммит инди-игр «India Game Developer Summit», на котором присутствовала Crytek. Карл Джонс сделал заявление, что Crysis 2 и, соответственно, CryEngine 3, будут иметь более низкие системные требования и более качественную графику по сравнению с Crysis и CryEngine 2, соответственно. Кроме этого было сообщено, что Crytek в это время разрабатывает четыре другие игры, не считая Crysis 2. И одной из этих игр является MMOFPS Project W.

### CryEngine 3 на GDC 2010

#### В преддверии конференции
1 марта 2010 года Crytek опубликовала пресс-релиз, в котором сообщила о том, что на выставке Game Developers Conference (GDC) 2010 покажет демонстрацию CryEngine 3 в стереоскопическом формате. Одной из ключевых особенностей движка, которая будет активно демонстрироваться, станет «LiveCreate».

#### На конференции
Game Developers Conference 2010 проходила с 9 по 13 марта включительно. Компания Crytek, как и планировала ранее, участвовала на конференции и проводила демонстрационные показы движка CryEngine 3.
9 марта, в день открытия конференции, Crytek выложила в интернете в открытый доступ иллюстрированный PDF-документ, описывающий CryEngine 3, его компоненты и использование. Данный документ содержал несколько новых, то есть не показанных ранее, скриншотов из Crysis 2.
11 марта Crytek провела видеодемонстрацию CryEngine 3 на примере уровней из Crysis 2. В двухминутной видеодемонстрации были показаны различные графические технологии движка, игровая физика и игровой ИИ. Показ данных технологий проводился на примере Crysis 2 и содержал ранее неизвестные и недоступные геймплейные особенности игры.
13 марта сайт GameTrailers опубликовал пять новых видеодемонстраций CryEngine 3, которые были засняты на камеру на GDC сотрудниками сайта. Как и в предыдущей демонстрации, здесь показывались особенности системы рендеринга, физики, скриптов и т. д. Демонстрации показывали работу движка как на ПК, так и на консолях.
Отдельное внимание общественности Crytek сфокусировала на возможности CryEngine 3 поддерживать стереоизображение. Демонстрировалась работа движка в системе Real 3D — аналогичной использовавшейся в фильме «Аватар». Кроме видеодемонстраций, сотрудники Crytek также рассказали об особенностях и реализации техники стереоизображения в движке.

## Технические данные

### Платформы
CryEngine 3 является кроссплатформенным движком, он поддерживает IBM PC-совместимые компьютеры и игровые консоли Microsoft Xbox 360 и Sony PlayStation 3. Также заявлена поддержка консолей следующего поколения, о чём неоднократно заявлял Джеват Ерли: 
Наш CryEngine 3 уже готов к следующему поколению консолей и позволяет компаниям разрабатывать передовые игры и для этого поколения консолей, и для следующего.
В конце марта 2010 года в интервью журналу GameReactor Джеват Ерли сообщил, что разработчикам из Crytek пришлось столкнуться с рядом проблем при разработке CryEngine 3 для консолей:
Самым сложным стал процесс масштабирования CryEngine 3 для консолей при сохранении качества картинки и должного уровня производительности. Конечно же, проблемы возникали, однако мы очень гордимся тем, что нашей команде удалось их преодолеть.

### Графический движок

#### Шейдеры в CryEngine 3 и технология Übershader
Шейдеры в CryEngine 3 пишутся единоразово на языке программирования высокого уровня, а затем автоматически компилируются под каждую платформу. Вывод шейдеров оптимизируется через настройки художника и под ту трёхмерную среду, в которой данный шейдер будет использоваться. Благодаря этому становится возможным создание таких эффектов, как: «эффект невидимости», мокрые, грязные и замороженные поверхности, которые могут быть «наслоены» одна на другую и объединены с другими шейдерами, симулирующими такие эффекты, как металл, стекло и другие. CryEngine 3 поддерживает попиксельное освещение реального времени, отражения, преломления, эффекты объёмного жара и анимированные текстуры для симуляции окон, пулевых отверстий, поверхностей с солнечными бликами и много других эффектов. Шейдеры CryEngine 3 используют унифицированную шейдерную архитектуру, которая стала доступна начиная с Direct3D 10.
«Übershader» представляет собой одну шейдерную программу со многими особенностями: от одного до четырёх источников света, типы источников света, кубические карты отражений, туман, детализированные текстуры, карты нормалей, зеркальные текстуры и др. Могут быть сгенерированы миллионы комбинаций Übershader. В Übershader используется динамическое ветвление, разделение на множество проходов, уменьшение комбинаций и принятие вариантов с меньшей функциональностью и меньшей требуемой производительностью. Используется асинхронная компиляция шейдеров и распределённая система заданий (англ. Distributed Job System) для компиляции шейдерного кеша.

### Другие технологии
CryEngine 3 поддерживает технологию Ati Eyefinity, которая присутствует в графических процессорах Radeon серии 5xxx. Данная способность была продемонстрирована Карлом Джонсом (англ. Carl Jones) 11 сентября 2009 года, сразу после общественной демонстрации технологии Ati Eyefinity. Джонс показал демонстрационное видео CryEngine 3, которое было запущено на видеокарте Radeon 5xxx и на шести дисплеях. При этом суммарное разрешение выводимой «картинки» составляло 5 760 x 2 160 пикселей (шесть дисплеев с разрешением 1 920 x 1 080), хотя теоретически максимальное поддерживаемое разрешение составляет 7 680 x 3 200 пикселей.

## Лицензирование и поддержка CryEngine 3

### Политика лицензирования и поддержки движка
Для поддержки лицензиатов в Crytek создана специальная группа поддержки (англ. support team), которая укомплектована специалистами по поддержке, разработчиками и сотрудниками отдела R&D. Изначально лицензиатам движка CryEngine 3 компания Crytek предлагает неделю обучения «Start Up». За этот период команда поддержки Crytek посещает компанию-лицензиата. Задачей данной команды поддержки является предоставление базовых понятий и знаний по использованию CryEngine 3, обеспечение начала разработки проекта и начало процесса прототипирования. Следующую неделю лицензиатам предлагают провести дальнейшее обучение в центральной штаб-квартире Crytek во Франкфурте-на-Майне.
В 2009 году установлены или планируется установить локальные офисы поддержки лицензиатов в разных регионах мира. На 2009 год заявлена поддержка следующих регионов: Германия (основная штаб-квартира), Великобритания (Crytek UK), США, Южная Корея, Китай и Япония (Сеульский офис Crytek). Поддержка будет предоставляться на локальном языке региона.
В дополнение к локальным офисам поддержки, Crytek планирует запустить интернет-портал «Crytek Knowledge Network» для онлайновой поддержки лицензиатов, который должен предоставлять быстрый ответ на запросы лицензиатов касательно использования движка.
Crytek постоянно улучшает и расширяет документацию к CryEngine 3. В 2009 году планируется локализация документации на японский, китайский и корейский языки.
Система лицензирования CryEngine 3 подобна системе лицензирования CryEngine 2. Клиент, желающий приобрести CryEngine 3, должен зарегистрироваться на официальном сайте движка MyCryEngine.com. После этого ему присылают соглашение о неразглашении (англ. Non-Disclosure Agreement), подписав и возвратив которое, клиент получает доступ до общения с Crytek. Для получения самого движка необходимо дополнительно подписать оценочное лицензионное соглашение (англ. Evaluation License Agreement).

#### Типы коммерческих лицензий
Доступны три разных типа коммерческих лицензий на CryEngine 3:
Игровая лицензия
Игровая лицензия (англ. Game Development License) доступна для разработчиков компьютерных игр. Crytek не предоставляет данную лицензию для частных лиц, команд моддеров или для некоммерческих целей. В данной версии лицензии с движком поставляются примеры исходного кода и примеры игровых ассетов. Также предоставляется полный набор экспортёров для популярных программ: 3d max, XSI, Maya и Photoshop. Вместе с движком предоставляется полный комплекс поддержки и обучения лицензиатов. Есть два типа игровых лицензий, которые предоставляет Crytek:
- Binary — предоставляет полный API CryEngine 3, который взаимодействует со всеми модулями, в откомпилированном бинарном виде.
- Source — предоставляет полный исходный код CryEngine 3 и даёт возможность переработки или расширения любых модулей движка[111].

Симуляционная лицензия
Симуляционная лицензия (англ. Simulation License) доступна для компаний, которые желают использовать движок вне традиционной области разработки компьютерных игр. Это могут быть компании, занимающиеся коммерческим обучением, медицинской визуализацией или интерактивными симуляциями. Симуляционная лицензия позволяет лицензиату создать на основе CryEngine 3 отдельное самостоятельное программное приложение, которое может перепродаваться другим лицам. Вместе с движком предоставляется полный комплекс поддержки и обучения лицензиатов. Есть два типа симуляционных лицензий, которые предоставляет Crytek:
- Binary — предоставляет полный API CryEngine 3, который взаимодействует со всеми модулями, в откомпилированном бинарном виде.
- Source — предоставляет полный исходный код CryEngine 3 и даёт возможность переработки или расширения любых модулей движка[112].

Визуализационная лицензия
Визуализационная лицензия (англ. Visualization License) доступна для компаний, работающих в областях оффлайновой визуализации; например, компании по созданию спец-эффектов и видеопродукции, архитектурные и инженерные компании, которые нуждаются в интерактивном продукте для визуализации своих концепций и моделей в режиме реального времени. Визуализационная лицензия поставляется вместе с просмотрщиком, который используется для точного воспроизведения (проигрывания) контента, созданного клиентом. Также предоставляется полный набор экспортёров для популярных программ: 3d max, XSI, Maya и Photoshop.

### История лицензирования движка
20 октября 2009 года на официальном сайте Crytek появилось сообщение о том, что ещё 11 октября, то есть за 3 дня до официального релиза движка, лицензию на использование CryEngine 3 приобрёл китайский разработчик и оператор многопользовательских онлайновых игр компания ChangYou.com, которая была основана в 2003 году и является ведущим китайским игровым разработчиком в данной отрасли, а также членом группы SOHU.
Мы рады будем работать вместе с Changyou, ведущим онлайновым брендом в Китае, и мы с нетерпением ждём увидеть, что же сможет их команда создать при помощи нашей технологии. Мы знаем, что разработчики из Changyou могут установить феноменальный эталон в интерактивности и качестве графики в Китае при помощи нашей технологии. Так же, как и всем остальным нашим лицензиатам, мы предоставим Changyou выделенную поддержку, чтобы удостовериться, что игры, построенные на CryEngine 3, смогут достичь того масштаба и качества, которые наш движок однозначно позволяет достигнуть
— заявил Карл Джонс.

29 октября 2009 года было официально объявлено о подписании соглашения компании Crytek с южнокорейским разработчиком и издателем онлайновых игр OnNet касательно лицензировании движка CryEngine 3. OnNet будет использовать CryEngine 3 в онлайновом симуляторе гольфа «Project TGO», который должен выйти в 2010 году. Джесун Ким (англ. Jaesun Kim), директор OnNet, участвующий в разработке «Project TGO», прокомментировал данную сделку следующим образом: 
Наша следующая онлайн-игра в жанре симулятора гольфа «Project TGO» будет основываться на опыте и знаниях, которые мы получили благодаря «Shot online». С помощью новейшей технологии CryEngine 3 мы предоставим более реалистичную физику с натуральными фонами, а также высокодетализированную графику. Для достижения максимальных результатов мы сфокусированы на очень сильном сотрудничестве между Crytek и OnNet. «Project TGO» будет разрабатываться офисами OnNet в Китае, Южной Корее и США.
12 марта 2010 года было официально объявлено о лицензировании CryEngine 3 американской компанией Xaviant для использования в мультиплатформенной игре с RPG-элементами под названием «Lichdom».
11 мая 2010 года компания Ignition Entertainment, международный издатель и разработчик компьютерных игр, лицензировала CryEngine 3 для использования в первой игре, которую разрабатывает Ignition London — внутренняя лондонская студия издателя. Разрабатываемая игра является action-adventure, содержит уникальную, согласно пресс-релизу, боевую систему и предназначена для выхода на Xbox 360 и PlayStation 3.
13 июля 2010 года американская компания IllFonic приобрела лицензию на CryEngine 3 для использования в консольной версии игры Nexuiz. Nexuiz — свободная компьютерная игра в жанре шутера от первого лица, которая основана на свободном игровом движке DarkPlaces и распространяется по лицензии GNU GPL. В начале марта 2010 года IllFonic сообщила о своём намерении портировании Nexuiz для игровых консолей, причём заявила, что при портировании игра, а в первую очередь игровая графика, будет кардинально изменена. Лицензирование мультиплатформенного CryEngine 3 позволит IllFonic выпустить свою версию Nexuiz для консолей, причём распространение игры планируется только через сервисы цифровой дистрибуции Xbox Live Arcade и PlayStation Network.
28 октября 2010 года польская компания City Interactive, разработчик и издатель компьютерных игр, совместно с Crytek официально объявила о приобретении лицензии на игровой движок CryEngine 3. Лицензия предполагает использование нового движка в двух новых неанонсированных играх жанра шутера от первого лица.

### Образовательная лицензия
18 ноября 2009 года Crytek объявила о создании образовательной лицензии (англ. Educational License) на движок CryEngine 3, основной особенностью которой является её бесплатность. Данная бесплатная лицензия доступна для курсов и исследовательских проектов в области разработки игр, 3D-графики, моделировании, архитектуры, анимации, кино и дизайна. Образовательная лицензия предназначена для внутреннего некоммерческого использования CryEngine 3 и доступна только для учебных заведений. Она не выдаётся отдельным студентам или студенческим проектам в отрыве от учебного заведения.

Карл Джонс так прокомментировал данную лицензию: 
Crytek всегда решительно поддерживала образование — об этом свидетельствуют наши многолетние обязательства по распространению технологий CryEngine с университетами. Мы продолжаем эту приверженность сейчас, выпустив новый CryEngine 3, бесплатно доступный для любого университета в мире! Здесь, в Crytek, мы упорно работаем, чтобы дать возможность всем нашим лицензиатам достичь мастерства в работе с CryEngine 3, поэтому мы не рассматриваем это учебное SDK как продукт „выстрелил и забыл“ — мы будем наблюдать за сильными партнёрами в образовании для того, чтобы потом сотрудничать с ними в будущем — и в скором времени мы анонсируем захватывающие программы для студентов, работающих с CryEngine 3.

## Отзывы, оценки и награды движка
14 июня 2009 года в Интернет попал видеоролик, в котором сравнивались CryEngine 3 и CryEngine 2. Сравнивались кадры презентации CryEngine 3 на GDC 09 вместе с кадрами CryEngine 2, взятыми из Crysis. При этом демонстрация CryEngine 3 сравнивалась попарно с игрой Crysis, запущенной на средних, а потом на очень высоких настройках качества. Данное видео показало, что CryEngine 3 имеет существенно худшее качество графики, чем CryEngine 2. Это особенно заметно на текстурах низкого разрешения, рендеринге воды, рендеринге теней и качестве полноэкранного сглаживания. Авторы ролика утверждают, что CryEngine 3 для консолей представляет собой CryEngine 2 на примерно средних настройках графики, а точнее текстуры в низком качестве, шейдеры в высоком, а всё остальное примерно в среднем.
9 ноября 2009 года во Франкфурте движок CryEngine 3 завоевал награду «European Innovative Games Award» (рус. Европейская премия за инновационные игры) как наиболее инновационная технология. Награда «European Innovative Games Award» была создана в 2008 году и вручается самым экстраординарным и инновационным компьютерным играм для всех платформ.
27 января 2010 года движок CryEngine 3 был номинирован на награду «Best Simulation in Real Time» (рус. Лучшая симуляция в реальном времени) от Imagina, ежегодного мероприятия, проводимого в Монте-Карло, Монако и посвящённого оценке лучших достижений в компьютерной графике за прошедший год. Движок был представлен трейлером «Beauty, Speed and Interaction» (рус. Красота, скорость и интерактивность), который был опубликован в 14 октября 2009 года, в день официального релиза движка. 4 февраля состоялась церемония вручения наград и CryEngine 3 оказался победителем.